# Almtjärnen, Jämtland
Almtjärnen är en sjö i Bergs kommun i Jämtland och ingår i Ljusnans huvudavrinningsområde. Sjön har en area på 0,0567 kvadratkilometer och ligger 325,5 meter över havet. Sjön avvattnas av vattendraget Vitalmen.

## Delavrinningsområde
Almtjärnen ingår i det delavrinningsområde (691259-144530) som SMHI kallar för Mynnar i Hoan. Medelhöjden är 417 meter över havet och ytan är 61,15 kvadratkilometer. Det finns inga avrinningsområden uppströms utan avrinningsområdet är högsta punkten. Vitalmen som avvattnar avrinningsområdet har biflödesordning 3, vilket innebär att vattnet flödar genom totalt 3 vattendrag innan det når havet efter 231 kilometer. Avrinningsområdet består mestadels av skog (90 procent). Avrinningsområdet har 0,11 kvadratkilometer vattenytor vilket ger det en sjöprocent på 0,2 procent.